# Фрич, Теодор
Теодор Фрич (нем. Theodor Fritsch, урождённый Emil Theodor Fritsche; 28 октября 1852, Видемар, Северная Саксония — 8 сентября 1933, Гауч) — немецкий издатель и журналист, наиболее крупная фигура предвоенного немецкого антисемитизма и немецкой антисемитской политики периода между 1900 и 1914 годами. Он был интеллектуалом, связующим два поколения германских антисемитов — от Германской империи до прихода к власти Адольфа Гитлера.
Публиковал фёлькише, социал-дарвинистский и первый антисемитский журнал «Молот» (нем. Hammer). Издатель имевшего популярность у нацистов антисемитского «Справочника по еврейскому вопросу» (нем. Handbuch der Judenfrage). В 1912 году в рамках движения фёлькише основал антисемитские «Имперский союз молота» (нем. Reichshammerbund), организацию, объединившую все группы «Молот», и её сестринскую подпольную организацию «Германский орден» (нем. Germanenorden) для ведущих членов общества, которые хотели работать тайно, тогда как Reichshammerbund был открытым.
Мюнхенская ложа Germanenorden Walvater была официально открыта 18 августа 1918 года и получила название «Общество Туле», которое, в свою очередь стало причиной появления национал-социалистической партии.

## Биография
Фрич родился в семье саксонских крестьян в Визенау близ Лейпцига. Получил образование инженера-фрезеровщика. Обладал организаторскими способностями. С октября 1880 года им издавался «Маленький журнал фрезеровщиков». В 1882 году начал издание второго журнала. Затем предпринял попытку объединить представителей своей профессии в «Немецкую лигу фрезеровщиков».

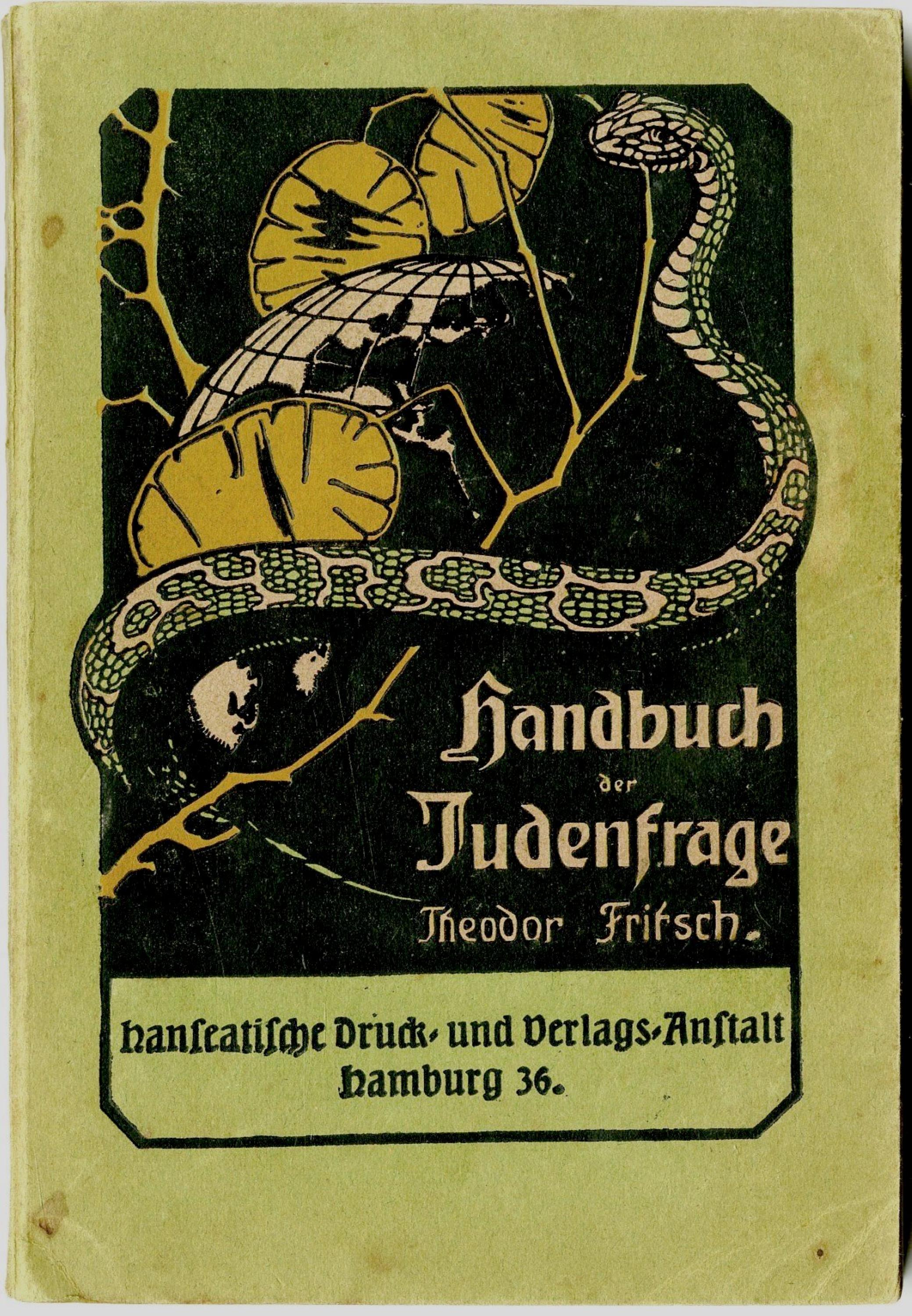
«Справочник по еврейскому вопросу» Теодора Фрича

Фрича волновала угроза предпринимателям и ремесленникам со стороны крупных фирм, заводов и массового производства, с чем он пытался бороться посредством создания новой гильдии. Защиту малого бизнеса он сочетал с антисемитскими идеями, связывая новую экономическую ситуацию с ростом в Германии влияния еврейского бизнеса и финансов. В 1881 году он выпустил сборник пангерманистских и антисемитских работ «Шаровые молнии». В 1887 году им был составлен «Антисемитский катехизис» и написана крупная серия памфлетов «Наболевшие вопросы». В начале 1880-х годов он участвовал в создании антисемитских клубов в Дрездене и Лейпциге. В 1884 году Фричем была создана его первая антисемитская организация Leipziger Reformverein, а с 1885 года начал выпускать её журнал. В 1885 году он основал газету «Антисемитская переписка» (Antisemtische-Correspondenz), ставшую одной из основ парламентского антисемитизма. В 1894 году он покинул партийную политику, не желая смириться с интеллектуальной поверхностностью популярных лидеров движения и их акцентом на устном изложении взглядов — сам Фрич не мог произнести эффектную речь.
Следующие тридцать пяти лет он посвятил себя беспартийной антисемитской индоктринации всех слоях немецкого общества. Фрич стремился создать широкое антисемитское движение за пределами парламента, считая действия через парламентские партии неэффективными. В октябре 1901 года им были разосланы проспекты на адреса более чем трёх сотен лиц, ранее входивших в актив антисемитской партии. Ответы разочаровали его. В январе 1902 года им был создан журнал «Молот», выходивший сначала раз в месяц, затем раз в две недели и призванный стать основой для нового движения. В 1905 году число читателей журнала было более трёх тысяч, и ими начали организовываться местные группы «Молот». Участники этих обществ были преимущественно членами распавшегося Jugendbundbewegung и Немецкой националистической ассоциации коммерческих служащих (DHV). В 1908 году эти группы приняли название «Группы немецкого обновления» (Dentscherneuerungs-Cemeinde). Они интересовались антикапиталистическими формами земельной реформы, программой город-сад и Lebensreform. Фрич оказывал поддержку самостоятельно создававшимся местным группам. В 1904 году сотрудником Фрича Паулем Форстером было опубликовано воззвание к генеральному штабу движения фёлькише о необходимости форсировать националистическое и расистское возрождение Германии, объединить группировки и лиги, которые стремились создавать немецкие колонии за границей, создать мощный флот на уровне английского, поднять международный престиж Германии, очистить её от «вредных» социальных элементов, в особенности от таких, как социалисты, евреи и другие «противники» воинствующего немецкого империализма.
В марте 1912 года Фрич, осознавая бездействие предыдущих антисемитских политических партий, предложил создать новую «надпартийную» организацию. 24—25 мая 1912 года Фрич провёл встречу с двадцатью влиятельными пангерманистами и антисемитами в своём доме в Лейпциге. В результате были образованы две группы, цель которых заключалась в распространении их идей в немецком обществе. Reichshammerbund был возглавлен Карлом Августом Хельвигом, демобилизованным полковником из Касселя и членом Общества Листа с марта 1908 года. Этот союз объединил все существующие группы «Молот». А Герман Поль, канцлер палаты мер и весов Магдебурга, возглавил Germanennorden — тайную организацию-близнец Reichshammerbund.
Весной 1919 года, после окончания Первой мировой войны и создания Веймарской республики, Фрич был в числе тех, кто подписал призыв к созданию Немецкого союза обороны и наступления. Несколько месяцев спустя, как и Reichshammerbund, он объединился с Немецким народным союзом обороны и наступления, в консультативный совет которого позже вошёл Фрич. Позже Фрич стал членом Немецкой партии народной свободы (DVFP). На выборах в Рейхстаг в мае 1924 года Фрич был избран от Национал-социалистической партии свободы, объединения DVFP и запрещённой НСДАП, и был её членом до следующих выборов в декабре 1924 года. В 1925 году он стал членом руководства организации-преемницы DVFP, Немецкого движения народной свободы (DVFB). В феврале 1927 года он покинул DVFB из-за разногласий по поводу её программы, которая более соответствовала интересам рабочих.
Под своим именем, а также под псевдонимами Ф. Родерих Столтхайм, Фриц Тор и Томас Фрей, он опубликовал более сорока книг и отредактировал ещё несколько, включая раннюю версию антисемитской фальшивки «Протоколы сионских мудрецов» (1924) и перевод антисемитской книги «Международное еврейство» Генри Форда (1922).
Фрич умер 8 сентября 1933 года в возрасте 80 лет от инсульта. На его похоронах на кладбище в Эчше (Марклеберг-Митте) прошло большое собрание представителей новой власти, почитавших Фрича как «старого мастера» движения фёлькише. На церемонии присутствовали руководители Саксонских СА, гауляйтер и рейхсштатгальтер Мартин Мучман, рейхсминистр внутренних дел Вильгельм Фрик, евангелический епископ Фридрих Кох, президент парламента земли Саксония Вальтер Дёнике и обер-бургомистр Лейпцига Карл Гёрделер.

## Взгляды
Фрич никогда не поддерживал парламентаризацию антисемитского движения. Раньше других он понял, что традиционная политика не даёт перспектив для решения «еврейского вопроса», и Гитлер позже воспринял этот подход. Будучи глубоко антидемократически настроенным и властным, он не верил в компетентность немецких масс и в конечном итоге стал выступать за «конституционную диктатуру» как единственную подходящую форму для этих слоёв. Многие из его наиболее важных проектов были предназначены для антисемитской элиты и имели в себе элемент отстранения от масс или сепаратизма.
Фрич считал евреев расово чуждыми. Его Zur Bekämpfung zweitausend jähriger Irrtümer (1886) акцентировал внимание на «арийском характере» и связи этого характера с немецкими традициями, понимаемыми в неоязыческом контексте. Фрич стремился к изменению интеллектуальной, экономической, политической жизни нации таким образом, чтобы исключить из неё евреев. Эти идеи Фрича были отражены в более «научных» расовых исследованиях конца 1890-х годов.
Его глубокая ненависть к евреям стали причиной отрицания большинства аспектов современной ему культуры. Фрич презирал кайзера, Рейхстаг, христианство, образование и прессу. Он проповедовал «революцию германских ценностей», которая, по его мысли, должна была включать налоговую реформу, признание низов среднего класса «основой расы», вегетарианство, умеренность, и возвращение к земле. Он считал, что только основанное на этих идеях законодательство могло лишить евреев «власти» над немцами. После выборов в Рейхстаг 1912 года, на которых к власти пришло много либералов и социалистов, он начал открыто призывать к созданию «святой фемы преданных своему делу людей» для убийства лидеров «ужасной социалистической революции».
1912 год оказался решающим для тех, кто «серьёзно беспокоился» о судьбе нации. В этот же год Генрих Класс, влиятельный лидер антисемитов в Лиге пангерманистов, в свете внешнеполитических проблем опубликовал политический манифест «Если бы я был Кайзером!», призывавший к установлению диктатуры, роспуску парламента и «обличавший» евреев. Фрич, в свою очередь, опубликовал в «Молоте» обзор данного манифеста и призвал своих читателей немедленно внедрить его идеи.
Крах Германии в 1918 году, по мнению Фрича, оправдал все его мрачные пророчества. Это событие стало причиной его нового всплеска активности. В первые годы Веймарской республики, когда он ещё надеялся на её насильственное свержение, он нередко переходил границы дозволенного поведения. Он оправдывал убийство Вальтера Ратенау в статье 1922 года под названием «Отчаянный поступок отчаявшегося народа». Фрич подавал иски о клевете против известных людей, и ему самому часто предъявлялись иски. Каждый раз он проигрывал, а затем публиковал длинные отчёты о своих судебных процессах против «Системы» и «Еврейской республики».
Он преодолел своё негативное отношение к парламентской политике, чтобы став радикальным правым депутатом Рейхстага в 1924 году. Однако, когда в середине 1920-х годов ситуация в Веймарской республике стабилизировалась, Фрич снова принял свою обычную позицию отчаявшегося пророка. Подъём движения Гитлера не развеял его воинствующего пессимизма. Для Фрича Гитлер был реинкарнацией болтливых лидеров довоенной антисемитской политики, человеком без политических инстинктов, который способен лишь произносить пламенные речи перед беспомощными массами. После пятидесяти лет пропаганды против евреев Фрич решил, что его жизнь потрачена впустую. Он считал, что Германия не приблизилась к решению еврейского вопроса. Массы, по его мнению, ничему не научились, оставшись невосприимчивыми к «серьёзному» антисемитизму и неспособными к постоянным усилиям, необходимым, чтобы раз и навсегда одолеть «еврейского врага».
Ввиду растущей значимости НСДАП среди фёлькише, Фрич положительно отозвался об этой партии в 1929 году и назвал Адольфа Гитлера «спасителем» Германии. По случаю выборов в Рейхстаг в ноябре 1932 года Фрич подписал воззвание в пользу Гитлера.

## Влияние и оценки
Фрич связал два поколения антисемитов. Он участвовал в зарождении политического движения во времена Германской империи и прожил достаточно долго, чтобы увидеть приход нацистов к власти. Публикации Фрича сыграли важную роль в утверждении антисемитизма как легитимизированной части немецкой политической культуры.
Считался нацистами пионером их движения. После своего успеха на выборах в Рейхстаг 1930 года Гитлер написал ответное послание Фричу, чей «Справочник по еврейскому вопросу» он назвал «важным для антисемитского движения». Другие ведущие нацисты, такие как Генрих Гиммлер, Йозеф Геббельс, Юлиус Штрайхер, Дитрих Эккарт, также ссылались на «Справочник» и часто цитировали его.

## Память
В 1935 году в Целендорфе (Берлин) Теодору Фричу был установлен памятник, названный «первым антисемитским мемориалом в Германии». Мемориал являлся идеей мэра Целендорфа Вальтера Хельфенштейна и был выполнен скульптором Артуром Веллманом. Он был основан на образе Зигфрида из песни о Нибелунгах. Скульптура, установленная на постаменте, изображала обнажённого мускулистого мужчину. Однако, в отличие от песни о Нибелунгах, этот герой поражал не дракона-линдворма, а сидел верхом на лежащем в подчинённой позе чудовище и бил молотом по его голове, при этом монстр имел еврейское лицо. Этот образ отсылал как к идее Фрича уничтожать евреев, так и к основанному им издательству «Молот». На основании памятника золотым шрифтом фрактурой мастер из Целендорфа нанёс антисемитские цитаты Фрича. Памятник был переплавлен в 1943 году во время войны для производства оружия.
Идея установки памятника возникла в результате переименования тогдашней Линденаллее (сегодня: Линденталер-аллее) в Теодор-Фрич-аллее. Такие города, как Людвигсхафен, Нюрнберг, Дармштадт, Лейпциг, Тюбинген и Кобленц, также начали переименовывать улицы в честь Фрича после его смерти в 1933 году.